# Cykl Hamiltona
Cykl Hamiltona to taki cykl w grafie, w którym każdy wierzchołek grafu odwiedzany jest dokładnie raz (oprócz pierwszego wierzchołka). Analogicznie, ścieżka Hamiltona to taka ścieżka w której każdy wierzchołek odwiedzony jest dokładnie raz. Nazwa cyklu i ścieżki pochodzi od irlandzkiego matematyka Hamiltona.
Znalezienie cyklu Hamiltona o minimalnej sumie wag krawędzi jest równoważne rozwiązaniu problemu komiwojażera. Grafy zawierające cykl Hamiltona nazywane są hamiltonowskimi.